# DANIDA
Danida er betegnelsen for Danmarks statslige samarbejde med udviklingslandene, som er et aktivitetsområde under Udenrigsministeriet.
Dansk udviklingspolitik skal bekæmpe fattigdom med menneskerettigheder og økonomisk vækst. Danida har ansvar for at planlægge, gennemføre og kvalitetssikre udviklingssamarbejdet. På de danske ambassader og repræsentationer i udlandet sidder både lokale og danske udsendte medarbejdere, som står for administration og forvaltning af udviklingssamarbejdet med det enkelte land.
- I 2013 udbetalte Danmark 16.482 mio. kr. i udviklingsbistand.
- Danmark er et af fem lande i verden, der lever op til FN's mål om at give mindst 0,7 pct. af BNI i udviklingsbistand.
- Danmark har givet udviklingsbistand siden afslutningen af 2. verdenskrig.
- Danida er betegnelsen for Danmarks udviklingssamarbejde. Det er et aktivitetsområde under Udenrigsministeriet.
- Navnet Danida opstod i 1971. Danida har sit eget logo, der fremhæver Danida som et selvstændigt aktivitetsområde under Udenrigsministeriet.

Navnet Danida opstod oprindeligt som en akronym for først "Danish International Development Agency" og siden "Danish International Development Assistance". I dag er navnet ikke længere et akronym og staves derfor sædvanligvis ikke med versaler.
Danida var indtil 1991 betegnelsen på den afdeling i Udenrigsministeriet, som varetog administrationen af den danske udviklingsbistand og dansk udviklingspolitik. Efter omlægningen blev disse spørgsmål en del af en samlet enhedstjeneste i Udenrigsministeriet, organiseret efter geografiske principper.
De nuværende retningslinjer for Danidas aktiviteter er beskrevet i strategien for Danmarks udviklingssamarbejde "Retten til et bedre liv. Strategi for Danmarks udviklingssamarbejde" fra 2011. .

## Hovedprioriteter
De fire politiske hovedprioriteter er:
- Menneskerettigheder og demokrati
- Grøn vækst
- Sociale fremskridt
- Stabilitet og beskyttelse